# Jean-Baptiste Baliani
Jean-Baptiste Baliani (en italien : Giovanni Battista Baliani ; Gênes, 1582 - Gênes, 1666) est un homme politique, mathématicien, physicien et astronome italien du XVIIe siècle.

## Biographie
Baliani était issu d'une famille patricienne aisée (son père était sénateur).
Il mena de front, à partir de 1611, d'une part une carrière d'homme politique au service de la république de Gênes, notamment comme capitaine des archers pendant près de 25 ans, préfet de la forteresse de Savone (1611), gouverneur de Sarzana (1623), membre du Sénat (1624) et gouverneur de la province de Savone (1647 – 1649), et d'autre part une carrière de scientifique, étant enseignant au collège des jésuites de Gênes.
Ami et correspondant de Galilée dès 1614 (Filippo Salviati avait attiré sur lui l'attention de Galilée) et professeur de Giovanni Domenico Cassini à Gênes, il s'intéressa fortement aux débats sur la nature du mouvement et publia en 1638 un traité, De motu naturali gravium solidorum sur ce sujet. À Savone, à partir de la forteresse Priamar, il reproduisit l'expérience de Galilée à la tour de Pise sur l'obtention des mesures sur la chute des corps. Baliani prit des mesures plus précises qui lui permirent de souligner l'effet de l'érosion de l'air dans la vitesse. Les expériences de Baliani concernant la chute d'objets lui permirent de noter que deux objets différents tombent dans le même laps de temps, quel que soit le support. Niccolo Cabeo reprendra ses recherches sur la chute des corps. Dans ce traité, il découvrit certaines propriétés reprises par Galilée dans son Discours concernant deux sciences nouvelles qui parut la même année. En particulier il énonça correctement la loi de la chute des corps, étudia les mouvements sur des plans inclinés et les oscillations des pendules.
Il étudia la mesure de la pression atmosphérique avec la création, en 1641, du premier baromètre [réf. nécessaire].
Il participa aussi à la mise en évidence de la pression atmosphérique et s'intéressa de près aux phénomènes hydrauliques (construction d'aqueducs, débit d'eau). Il étudia également le phénomène des marées, soutenant l'explication proposée par Galilée selon laquelle les marées sont le résultat du mouvement de la Terre. Ces travaux sur les marées furent repris et publiés par Giovanni Battista Riccioli dans son ouvrage intitulé Novum Almagestum en 1651. Baliani discuta avec son collègue Michelangelo Ricci de la révolution galiléenne. En général toutefois, il était partisan de la théorie de Tycho Brahe plutôt que de celle de Copernic.

Dans une lettre à Galilée datée d'octobre 1630, il décrit clairement le rôle de la pression atmosphérique et anticipe les découvertes de Torricelli et de Pascal : 
« J'étais parvenu à l'idée suivant laquelle il n'y a pas de répugnance dans la nature des choses à ce que le vide se fasse. Il est cependant difficile à faire, notamment à faire sans violence ; or nous pouvons trouver quelle doit être la valeur de cette violence. Nous sommes au fond de l'immensité (de l'air) et ne ressentons ni son poids ni la compression qu'il exerce de tous côtés sur nous, car notre corps a été fait par Dieu de manière telle qu'il puisse résister à cette compression. (Ce poids), qui doit être très grand, n'est cependant pas infini : il est donc déterminé. Avec une force de proportion convenable, on devrait pouvoir le dépasser et provoquer ainsi le vide. Celui qui voudrait trouver cette proportion devrait connaître la hauteur de l'air et son poids aux différentes hauteurs. »

## Œuvres (liste partielle)
- De motu naturali gravium solidorum, Gênes, 1638
- De motu naturali gravium solidorum et liquidorum, Gênes, 1646
  - Giovanna Baroncelli (dir.), De motu naturali gravium solidorum et liquidorum, coll. « Biblioteca della scienza italiana », Florence, Giunti, 1998
- Trattato della pestilenza, Savone, 1647 — Pour Baliani, la peste est d'origine chimique. Dans cet ouvrage, Baliani plaide, chiffres à l'appui, pour la limitation de l'augmentation démographique.
- Opere diverse, Gênes, 1666 — Dialoghi, Dell'amicitia, Delle onde del mare, Trattatello della lettera di cambio, Opuscula.
  - Opere diverse, Gênes, 1792 — Avec biographie.

### Correspondance
- Baliani a correspondu entre autres avec Galilée et Marin Mersenne. On trouvera plusieurs lettres en ligne (à Galilée, Famiano Michelini, Bonaventura Cavalieri) sur le site du musée Galileo.